# مقاطعة سيرا (نيومكسيكو)
مقاطعة سيرا (بالإنجليزية: Sierra County)‏ هي إحدى مقاطعات ولاية نيومكسيكو في الولايات المتحدة الأمريكية.